# Aena
Aena Aeropuertos SA, gebruikelijk afgekort tot AENA (Aeropuertos Españoles y Navegación Aérea), is een Spaans bedrijf dat belast is met het beheer en de ontwikkeling van vliegvelden in Spanje. Het heeft verder ook belangen in luchthavens in Latijns-Amerika en Groot-Brittannië. Het regelde ook de luchtverkeersleiding in het Spaanse luchtruim, maar dit is afgesplitst en valt onder Enaire, een staatsbedrijf dat ook het aandelenbelang van de Spaanse overheid in AENA beheert.

## Activiteiten
AENA is gemeten in passagiersvolume de grootste luchthavenexploitant ter wereld, in 2017 maakten 265 miljoen passagiers gebruik van de faciliteiten. Het bedrijf beheert 46 luchthavens in Spanje en 16 vliegvelden daarbuiten. Van alle buitenlandse luchthavens heeft AENA alleen in Londen Luton een meerderheidsbelang (51% van de aandelen). In 2017 maakten 15,8 miljoen passagiers gebruik van London Luton. De capaciteit van alle Spaanse luchthavens en London Luton is 353 miljoen passagiers per jaar.

### vliegvelden
AENA heeft onder andere de volgende vliegvelden in beheer:

#### Spanje
- Aeropuerto de Alicante-Elche Miguel Hernández
- Luchthaven Asturië
- Luchthaven Barcelona-El Prat
- Luchthaven Bilbao
- Luchthaven Fuerteventura
- Luchthaven Girona-Costa Brava
- Luchthaven Gran Canaria
- Luchthaven Granada
- Luchthaven Ibiza
- Luchthaven van Jerez de la Frontera
- Luchthaven A Coruña
- Luchthaven Santa Cruz de La Palma
- Luchthaven Lanzarote

- Luchthaven Madrid-Barajas
- Luchthaven Málaga-Costa del Sol
- Luchthaven Menorca
- Luchthaven Murcia
- Luchthaven Mallorca
- Luchthaven Reus
- Luchthaven San Sebastián
- Luchthaven Santiago de Compostela
- Luchthaven Sevilla-San Pablo
- Luchthaven Tenerife Noord
- Luchthaven Tenerife Zuid
- Luchthaven Valencia
- Luchthaven van Vigo

Verder is de AENA in het beheer van kleinere vliegvelden in Spanje, zoals dat van Albacete, Almería, Badajoz, Burgos, El Hierro, Huesca, León, Melilla, Pamplona, Salamanca, San Sebastián, Santander, Valladolid, Vitoria en Zaragoza.

#### AENA Internacional
Het bedrijfsonderdeel AENA Internacional heeft minderheidsbelangen in verschillende bedrijven die vliegvelden beheren. Zo heeft het een belang van 33% in het Aeropuertos Mexicanos del Pacífico (AMP). AMP is de strategische aandeelhouder met een belang van 15% in Grupo Aeroportuario del Pacífico, dat 12 vliegvelden beheert in Mexico en een in Jamaica. Verder heeft het belangen in twee vliegvelden in Colombia. De enige uitzondering is London Luton waarin het een meerderheidsbelang heeft. In 2017 maakten 66,5 miljoen passagiers gebruik van deze luchthavens.
Samen met Abertis had AENA in 2005 het Engelse TBI overgenomen, waarin het een belang kreeg van 10%. Dit bedrijf beheert meerdere vliegvelden in Europa en Noord-Amerika. In 2013 werd TBI verkocht. De koper, ADC & HAS Airports Worldwide, nam hiermee het beheer van Stockholm Skavsta en het vliegveld bij Orlando over.

## Aandeelhouders
In februari 2015 ging het bedrijf naar de beurs van Madrid. De introductiekoers was 58 euro per aandeel waarmee de beurswaarde uitkwam op 8,7 miljard euro. De Spaanse overheid verkocht 49% van de aandelen.